# Musée fantastique de Jones
Le musée fantastique de Jones était un musée familial qui accueillait une collection d'inventions étranges et étonnantes, d'attractions étranges, de vieilles machines à dix sous et d'expositions d'antiquités. Il a été créé par le collectionneur passionné Walt Jones (aussi connu sous le nom de Doc Jones) et était situé à l'origine dans le comté de Snohomish, puis à Seattle, dans l'état de Washington, de 1963 à 1980. 

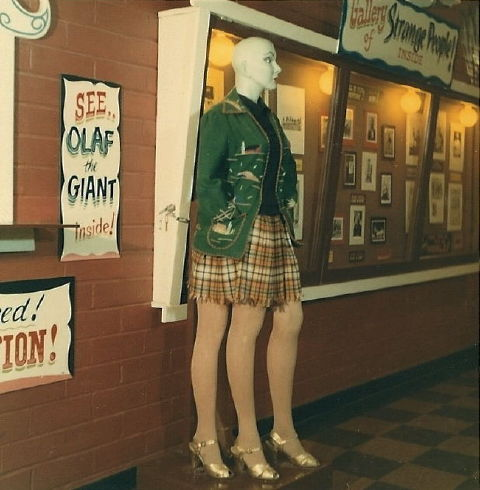
La Dame à trois pattes debout devant l'entrée du musée.

## Débuts
En 1959, Walt Jones et sa femme Dorothy ouvrent un premier musée, nommé lui aussi Jone's Fantastic Museum (le musée fantastique de Jones), sur Gunnysack Hill, une section de la route américaine 99, juste au nord de Lynnwood, Washington. 
De nombreuses pièces de collection de Jones sont des attractions populaires à l'Exposition universelle de Seattle de 1962. Il installe ensuite sa collection au troisième étage de l'ancien Food Circus (aujourd'hui appelé Center House) au Seattle Center et ouvre le samedi 5 octobre 1963, Jone's Fantastic Show (le spectacle fantastique de Jones). Le musée de Seattle a été rebaptisé Jones' Fantastic Museum peu après la fermeture du musée Gunnysack Hill.

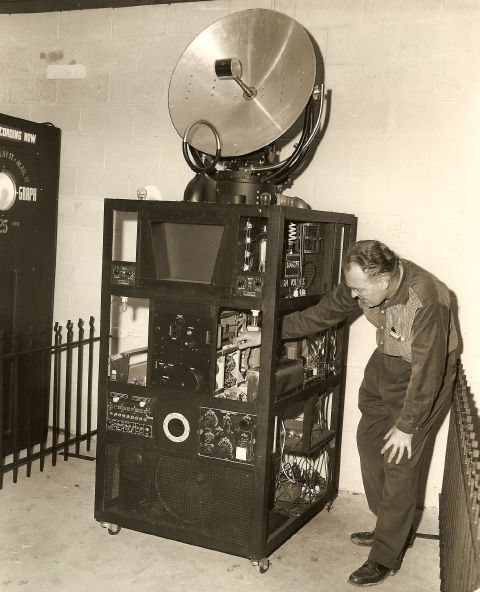
Le fondateur du musée, Walt alias Doc Jones, examine sa machine L'homme venu de Mars.

## Attractions

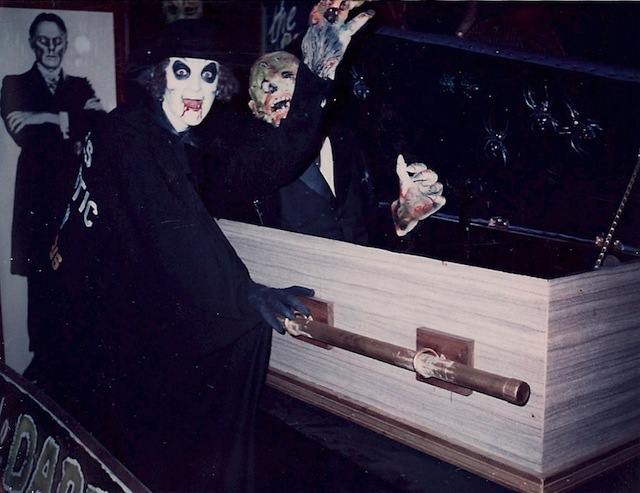
Le comte Pugsly (W.H. Pugmire) et la Chose

Beaucoup de vieilles photographies de bêtes de foire étaient exposées à l'entrée du musée. The Okeh Laughing Record, un enregistrement de 1923 d'un homme et d'une femme qui rient tandis qu'un musicien joue un solo de trompette funèbre, est joué en boucle aux côté d'un enregistrement de Jones incitant les gens à entrer.
Pendant 13 ans, le musée présente un vampire nommé Comte Pugsly, joué par le futur auteur de fantastique W. H. Pugmire, qui vagabonde à l'intérieur comme à l'extérieur du musée, effrayant enfants et adultes. 
Le musée comprenait une collection de miroirs déformants, des mannequins dotés de jambes et de bras supplémentaires, une machine de « rayon de la mort », les chaussures de danse de Sally Rand, une longue rangée d'interrupteurs électroniques qui activaient au hasard une variété d'automates, un « Viking momifié » de deux mètre soixante-dix appelé Olaf le Géant, et un crâne parlant portant une moustache hitlérienne proférant du charabia en allemand. Jones avait accéléré un véritable enregistrement d'Hitler, donnant à son discours un aspect caricatural. Le panneau devant le crâne indiquait : « Hitler est vivant ! »
L'objet phare du musée était la Dame qui rit, surnommée Laffing Sal par son fabricant. Elle se balançait d'avant en arrière en riant de manière incontrôlable, ses bras et ses jambes se balançant sauvagement chaque fois que quelqu'un actionnait un interrupteur au sol devant sa vitrine faite de verre et de bois.

## Fin
Walt Jones se suicidé au début des années 1970. En 1973, on entreprend des rénovations au troisième étage du Food Circus; les héritiers de Jones ont donc déplacé une version considérablement réduite du musée au sous-sol. Beaucoup plus petit qu'avant, il y resta jusqu'en 1980. Deux ans plus tard, la collection entière est donnée à l'hôpital pour enfants de Seattle, conformément au testament de Jones. Le testament stipulait que si le contenu du musée était vendu, il devait l'être dans son intégralité et non pas morcelé.

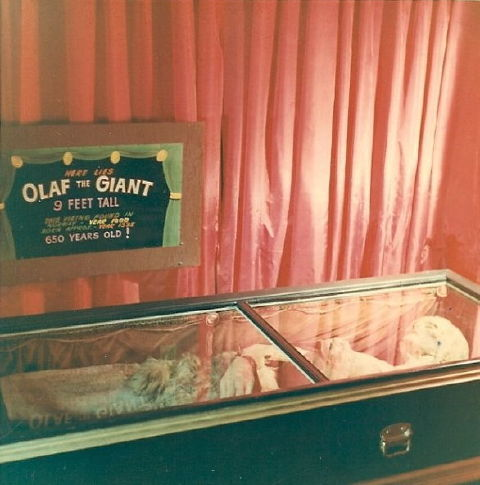
Olaf le Géant reposant dans son cercueil.

L'hôpital a mis la collection en vente en 1984. Après avoir cherché un acheteur pendant un an, le courtier Bill Zimmerman a trouvé un acheteur de la personne du collectionneur Jim Schmit de l'Oregon . Selon Zimmerman, la vente « a été difficile parce que les objets étaient très divers et bizarres et parce que l'hôpital voulait vendre la collection dans son intégralité. »
Schmit, déjà connu des habitants du sud de l'Oregon pour avoir rassemblé la plus grande collection de latrines anciennes au monde, a acheté la collection entière pour un montant non divulgué, en partenariat avec son ancien voisin et ami, l'homme d'affaires Ralph Bothne de Baltimore.
À la fin de 1985, une grande partie de la collection Jones faisait partie du Lakeview Fantastic Museum, situé dans la petite ville de Lakeview, dans le sud de l'Oregon, sur la route américaine 395, près de la frontière californienne. Pour une raison quelconque, peut-être un manque de visiteurs en raison de l'éloignement[réf. nécessaire], Schmit déplace son musée en juin 1991 vers un endroit plus important à Redmond, dans l'Oregon et le rebaptise le World Famous Fantastic Museum.
Il existe des preuves suggérant que les relations entre le musée et la mairie de Redmond ont toujours été conflictuelles,. L'installation d'une grande roue sur la propriété par Schmit a peut-être conduit directement à la fermeture du musée en 1996, en dépit de sa prospérité.
En mai 1997, Schmit ouvre le Musée du Fantastique à Sisters, dans l'Oregon. Il ne contient que 10 % de la collection initiale et ferme moins de deux ans après son ouverture.

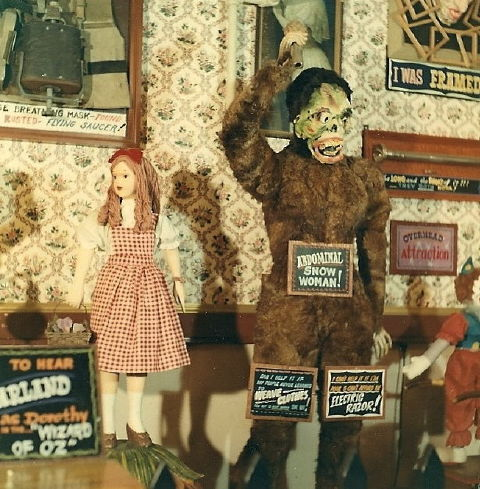
La Femme des Neiges Abdominale protège Dorothy du Magicien d'Oz.